# Embonycha interrupta
Embonycha interrupta är en insektsart som beskrevs av Navás 1917. Embonycha interrupta ingår i släktet Embonycha och familjen Embonychidae. Inga underarter finns listade i Catalogue of Life.